# Halina Rozpondek
Halina Leokadia Rozpondek (Częstochowa; 25 de Maio de 1950 — ) é um político da Polónia. Ela foi eleita para a Sejm em 25 de Setembro de 2005 com 9949 votos em 28 no distrito de Częstochowa, candidata pelas listas do partido Platforma Obywatelska.